# Tajni vrt
Tajni vrt (dan. Den hemmelige Have) je skladba danskog skladatelja Frederika Maglea iz 2019. godine. Skladba je napisana za istoimenu umjetničku instalaciju u Rigshospitaletu (Nacionalnoj ili Kraljevskoj bolnici) u Kopenhagenu.
Svugdje u svijetu, zbog sprječavanja eventualnog zračenja okolice, radiološki odjeli ukopani su duboko u zemlju, u posebno opremljenim podrumima (bunkerima). Na radiološki odjel Rigshospitaleta u Kopenhagenu na zračenje dnevno dolazi oko 250 pacijenata oboljelih od raka. Troje umjetnika sudjelovalo je u projektu oplemenjivanja prostora tog odjela:
- Maria Dubin - oslikavanje i dizajn
- Kim Borch - svjetlosni efekti
- Frederik Magle - glazba

Inspiracija djela je arapski ili talijanski dvorišni vrt (patio) u kome vladaju ljepota, mir i sigurnost. Instalacija "Tajni vrt" službeno je otvorena 12. travnja 2019. godine.
Magleova skladba potpuno se uklapa u ambijent. Mirna, konteplativna glazba s povremenim kratkim isticanjem pojedinih glazbala (flauta, klarinet, oboa, horna, violina) dočarava zvuke otvorenog vrta.
Skladba, koja se preko zvučnika izvodi u bolnici, snimljena je 1. ožujka 2019. godine u Nišu. Simfonijski orkestar Fakulteta umjetnosti u Nišu uz pridodane članove Niškog simfonijskog orkestra vodila je maestra Milena Injac, a snimanju je nazočio i skladatelj. Na svjetskoj premijeri, odnosno prvom javnom izvođenju 10. svibnja 2019. godine u Nišu maestra Injac vodila je Niški simfonijski orkestar. Gosti na premijeri bili su slikarica Maria Dubin i skladatelj Frederik Magle.

## Vanjske poveznice
|  | Zajednički poslužitelj ima još gradiva o temi Frederik Magle |

- Službena snimka skladbe "Tajni vrt" iz Koncertno-izložbenog prostora Fakulteta umetnosti u Nišu, www.youtube.com (objavljeno: 12 travnja 2019., pristupljeno: 17. studenoga 2019.)